# Radikofunktionelle Nomenklatur
Die radikofunktionelle Nomenklatur ist ein Nomenklaturtyp der chemischen Nomenklatur. Im Gegensatz zur substitutiven Nomenklatur werden hier die Stammsysteme in Form ihrer "Radikale" benannt, denen die Namen der fraglichen Stoffklasse nachgestellt sind.
Dieser Nomenklaturtyp wird heute immer weniger verwendet. Beispiele für Bezeichnungen nach der radikofunktionellen Nomenklatur sind: Ethylalkohol für Ethanol, Methylchlorid für Chlormethan, Dimethylketon für Propanon (Aceton).
Ester werden oft nach der radikofunktionellen Nomenklatur benannt, das heißt, dem Namen der Säure wird ein von der Alkoholkomponente abgeleiteter Alkylrest nachgestellt (zum Beispiel Essigsäureethylester). Auch andere organische Verbindungen wie Ketone, Amine, Ether und Sulfide werden noch oft radikofunktionell benannt.

## Weblink
- Organische Chemie: Ein praxisbezogenes Lehrbuch, von Günter Jeromin